# Вайтгед (Манітоба)
Вайтгед (англ. Whitehead) — сільський муніципалітет в Канаді, у провінції Манітоба.

## Населення
За даними перепису 2016 року, сільський муніципалітет нараховував 1661 особу, показавши зростання на 8,3%, порівняно з 2011-м роком. Середня густина населення становила 2,9 осіб/км².
З офіційних мов обидвома одночасно володіли 60 жителів, тільки англійською — 1 595. Усього 70 осіб вважали рідною мовою не одну з офіційних, з них 10 — українську.
Працездатне населення становило 76,6% усього населення, рівень безробіття — 6% (5,7% серед чоловіків та 5,4% серед жінок). 81,5% осіб були найманими працівниками, а 17% — самозайнятими.
Середній дохід на особу становив $45 629 (медіана $40 896), при цьому для чоловіків — $51 466, а для жінок $39 554 (медіани — $48 000 та $34 976 відповідно).
32,7% мешканців мали закінчену шкільну освіту, не мали закінченої шкільної освіти — 19,2%, 48,1% мали післяшкільну освіту, з яких 30,4% мали диплом бакалавра, або вищий.
| Статево-вікова структура населення | Статево-вікова структура населення | Статево-вікова структура населення | Статево-вікова структура населення | Статево-вікова структура населення |
| ---------------------------------- | ---------------------------------- | ---------------------------------- | ---------------------------------- | ---------------------------------- |
|                                    |                                    |                                    |                                    |                                    |
| Всього                             | Всього                             | 50,5%49,5%                         |                                    |                                    |
| 0 — 14 років                       | 0 — 14 років                       |                                    | 20,7%                              | 20,7%                              |
| 15 — 64 років                      | 15 — 64 років                      |                                    | 66,4%                              | 66,4%                              |
| 65 і більше                        | 65 і більше                        |                                    | 12,9%                              | 12,9%                              |
| 85 і більше                        | 85 і більше                        |                                    | 0,3%                               | 0,3%                               |
| Середній вік (років)               | Середній вік (років)               | 39,137,9                           | 38,5                               | 38,5                               |
| Медіана (років)                    | Медіана (років)                    | 41,238,7                           | 40,0                               | 40,0                               |
| — чоловіки — жінки                 |                                    |                                    |                                    |                                    |

| Походження мешканців:     | Походження мешканців:     | Походження мешканців: | Походження мешканців: | Походження мешканців: |
| ------------------------- | ------------------------- | --------------------- | --------------------- | --------------------- |
| Походження                |                           |                       | осіб                  | %                     |
| Корінні американці        | Корінні американці        |                       | 90                    | 5.42%                 |
| Інше північноамериканське | Інше північноамериканське |                       | 495                   | 29.82%                |
| Європейське               | Європейське               |                       | 1 470                 | 88.55%                |
| британське                | британське                |                       | 1 110                 | 66.87%                |
| французьке                | французьке                |                       | 120                   | 7.23%                 |
| українське                | українське                |                       | 260                   | 15.66%                |
| Латинськоамериканське     | Латинськоамериканське     |                       | 20                    | 1.2%                  |
| Карибське                 | Карибське                 |                       | 10                    | 0.6%                  |
| Африканське               | Африканське               |                       | 10                    | 0.6%                  |
| Азійське                  | Азійське                  |                       | 25                    | 1.51%                 |
| Океанійське               | Океанійське               |                       | 10                    | 0.6%                  |

| Зайнятість населення за галузями (за класифікацією NOC): | Зайнятість населення за галузями (за класифікацією NOC): | Зайнятість населення за галузями (за класифікацією NOC): | Зайнятість населення за галузями (за класифікацією NOC): | Зайнятість населення за галузями (за класифікацією NOC): |
| -------------------------------------------------------- | -------------------------------------------------------- | -------------------------------------------------------- | -------------------------------------------------------- | -------------------------------------------------------- |
|                                                          |                                                          |                                                          |                                                          |                                                          |
| Управління                                               | Управління                                               |                                                          | 14,2%                                                    | 14,2%                                                    |
| Бізнес, фінанси та адміністрування                       | Бізнес, фінанси та адміністрування                       |                                                          | 14,7%                                                    | 14,7%                                                    |
| Природничі та прикладні науки                            | Природничі та прикладні науки                            |                                                          | 3,6%                                                     | 3,6%                                                     |
| Охорона здоров'я                                         | Охорона здоров'я                                         |                                                          | 7,6%                                                     | 7,6%                                                     |
| Освіта, правозахист, муніципальні та урядові служби      | Освіта, правозахист, муніципальні та урядові служби      |                                                          | 9,6%                                                     | 9,6%                                                     |
| Мистецтво, культура, відпочинок та спорт                 | Мистецтво, культура, відпочинок та спорт                 |                                                          | 1,5%                                                     | 1,5%                                                     |
| Роздрібна торгівля та послуги                            | Роздрібна торгівля та послуги                            |                                                          | 18,3%                                                    | 18,3%                                                    |
| Гуртова торгівля, транспорт та обладнання                | Гуртова торгівля, транспорт та обладнання                |                                                          | 21,8%                                                    | 21,8%                                                    |
| Природні ресурси, сільське господарство                  | Природні ресурси, сільське господарство                  |                                                          | 5,1%                                                     | 5,1%                                                     |
| Виробництво                                              | Виробництво                                              |                                                          | 4,1%                                                     | 4,1%                                                     |

## Клімат
Середня річна температура становить 2,5°C, середня максимальна – 24°C, а середня мінімальна – -23,8°C. Середня річна кількість опадів – 485 мм.
| Клімат поселення                              | Клімат поселення | Клімат поселення | Клімат поселення | Клімат поселення | Клімат поселення | Клімат поселення | Клімат поселення | Клімат поселення | Клімат поселення | Клімат поселення | Клімат поселення | Клімат поселення | Клімат поселення |
| Показник                                      | Січ.             | Лют.             | Бер.             | Квіт.            | Трав.            | Черв.            | Лип.             | Серп.            | Вер.             | Жовт.            | Лист.            | Груд.            |                  |
| Середній максимум, °C                         | −10,64           | −6,56            | −0,22            | 9,82             | 17,92            | 23,28            | 23,98            | 23,12            | 17,62            | 10,62            | 0,50             | −8,74            |                  |
| Середня температура, °C                       | −17,24           | −13,15           | −6,81            | 3,23             | 11,33            | 16,70            | 18,83            | 18,00            | 12,50            | 5,50             | −4,63            | −13,88           |                  |
| Середній мінімум, °C                          | −23,82           | −19,75           | −13,4            | −3,37            | 4,74             | 10,11            | 13,70            | 12,85            | 7,34             | 0,35             | −9,78            | −19,03           |                  |
| Норма опадів, мм                              | 20               | 16               | 21               | 26               | 61               | 81               | 75               | 64               | 44               | 34               | 21               | 22               |                  |
| Середньомісячна швидкість вітру, м/с          | 4.10             | 4.10             | 4.20             | 4.40             | 4.60             | 4.00             | 3.50             | 3.60             | 4.00             | 4.30             | 4.20             | 4.10             |                  |
| Середньомісячна сонячна радіація, кДж/м²·день | 4146             | 7531             | 12772            | 17216            | 20209            | 21411            | 22242            | 18811            | 13211            | 7979             | 4285             | 3239             |                  |
| --------------------------------------------- | ---------------- | ---------------- | ---------------- | ---------------- | ---------------- | ---------------- | ---------------- | ---------------- | ---------------- | ---------------- | ---------------- | ---------------- | ---------------- |
| Джерело:                                      |                  |                  |                  |                  |                  |                  |                  |                  |                  |                  |                  |                  |                  |